# Kajsa Bergström
Kajsa Magdalena Bergström (Sveg, 3 de enero de 1981) es una deportista sueca que compitió en curling. Su hermana Anna compitió en el mismo deporte.
Participó en los Juegos Olímpicos de Vancouver 2010, obteniendo una medalla de oro en la prueba femenina. Ganó una medalla en el Campeonato Mundial de Curling Femenino de 2009 y una medalla de plata en el Campeonato Europeo de Curling Femenino de 2008.

## Palmarés internacional
| Juegos Olímpicos   | Juegos Olímpicos          | Juegos Olímpicos | Juegos Olímpicos |
| Año                | Lugar                     | Medalla          | Prueba           |
| ------------------ | ------------------------- | ---------------- | ---------------- |
| 2010               | Vancouver (Canadá)        | Medalla de oro   | Equipo           |
| Campeonato Mundial |                           |                  |                  |
| Año                | Lugar                     | Medalla          | Prueba           |
| 2009               | Gangneung (Corea del Sur) | Medalla de plata | Equipo           |
| Campeonato Europeo |                           |                  |                  |
| Año                | Lugar                     | Medalla          | Prueba           |
| 2008               | Örnsköldsvik (Suecia)     | Medalla de plata | Equipo           |